# Alphonse de Neuville
Pour les articles homonymes, voir Neuville.
Alphonse Marie Deneuville, dit Alphonse de Neuville, né le 31 mai 1835 à Saint-Omer et mort le 18 mai 1885 à Paris 17e, est un dessinateur, illustrateur et peintre militaire français.
Élève de François Édouard Picot, il est l'un des représentants principaux de la peinture militaire du XIXe siècle. Il s'est rendu célèbre par des tableaux relatant la guerre franco-allemande de 1870.

## Biographie
Premier enfant de Louise Sophie Reumaux et d'Édouard Deneuville, fabricant de chandelles aisé, qui occupe ses loisirs à écrire des vers, Alphonse entre en 1853, malgré l’opposition de sa famille, qui le destinait au barreau et peut-être aux fonctions publiques, mais elle se trouva en présence d’une vocation bien décidée ; le jeune homme voulait faire de la peinture, au lycée de Lorient, pour y préparer l’admission à l’École navale, en vue d'une carrière militaire. Après un an passé à Lorient, il entreprend des études de droit à Paris.
Sa vocation bien arrêtée pour la peinture l’orientant irrésistiblement vers la carrière artistique, il est admis en 1853 à l'École des beaux-arts de Paris dans l'atelier de François Édouard Picot, sur la recommandation d’Hippolyte Bellangé, il n’y poursuivra pas ses études. Ayant commencé à dessiner dès son enfance, on lui confie, dès son arrivée à Paris, des travaux de librairie qui, en lui permettant de subsister, lui permettront d’apprendre tranquillement le métier de peintre et d’attendre patiemment les acheteurs.
Il débute comme illustrateur dans des revues telles que l'Univers illustré, l'Illustration, le Monde illustré, le Tour du monde. S’il doit à ce talent de dessinateur d’avoir traversé sans pâtir la période de ses débuts, il lui doit également de s’être exercé de bonne heure à la composition et d’y avoir acquis une adresse extraordinaire qui a énormément contribué à la fortune de ses peintures.
Il a contribué abondamment, par ses dessins d'illustration, à la revue Le Tour du monde d'Édouard Charton, aux revues de théâtre, aux éditions illustrées de Jules Verne et d'autres ouvrages comme l’Histoire de France racontée à mes petits-enfants de François Guizot, À coups de fusil de Quatrelles ou l’Histoire du drapeau de Jules Claretie, mais son ambition est de devenir un peintre d'histoire.
À partir de 1859, il expose au Salon, où il reçoit, dès sa première participation, une médaille de 3e classe pour son tableau Le 5e bataillon de chasseurs à la batterie Gervais, avec des conseils et des encouragements d'Eugène Delacroix,,,. Cet épisode du siège de Sébastopol a eu un vif succès.
Au Salon de 1861, il obtient une seconde médaille pour Chasseurs de la garde à l'assaut du Mamelon-Vert. Élève de Meissonier, étudiant avec passion les incidents de la vie militaire et connaissant à fond les menus détails des brillants uniformes que l’Empire avait adoptés, il peint, en 1864, un Épisode de la bataille de Magenta, qui consacre définitivement sa réputation artistique.
Il prend part à la guerre franco-prussienne de 1870 en tant que garde national à Belleville et au Bourget. Attaché à un état-major pendant le siège de Paris, il voit la guerre de très près et devient un « peintre-combattant » auquel il ne suffit que d’être exact pour recréer l’intensité dramatique de l’inépuisable variété d’épisodes dont il a été le témoin. À partir de 1873, sa peinture militaire est un succès, et ses toiles se vendent de plus en plus cher.
En 1880, il expose à Londres et exécute plusieurs œuvres ayant trait aux campagnes militaires britanniques, en particulier la guerre des Zoulous. De 1881 à 1883, il collabore avec Édouard Detaille à la réalisation des panoramas de batailles : la Bataille de Champigny et la Bataille de Rezonville. Il expose pour la dernière fois au Salon en 1881, où il présente le Cimetière de Saint-Privat et le Porteur de dépêche.
Le 1er mai 1885, malade depuis de longs mois, peu avant sa mort, Il épouse civilement et religieusement l'actrice Mimi Maréchal (d), qui avait quitté pour lui le théâtre, après 25 ans de vie commune.
Ses obsèques ont lieu en l'église Saint François de Sales, en présence d'une importante délégation militaire.

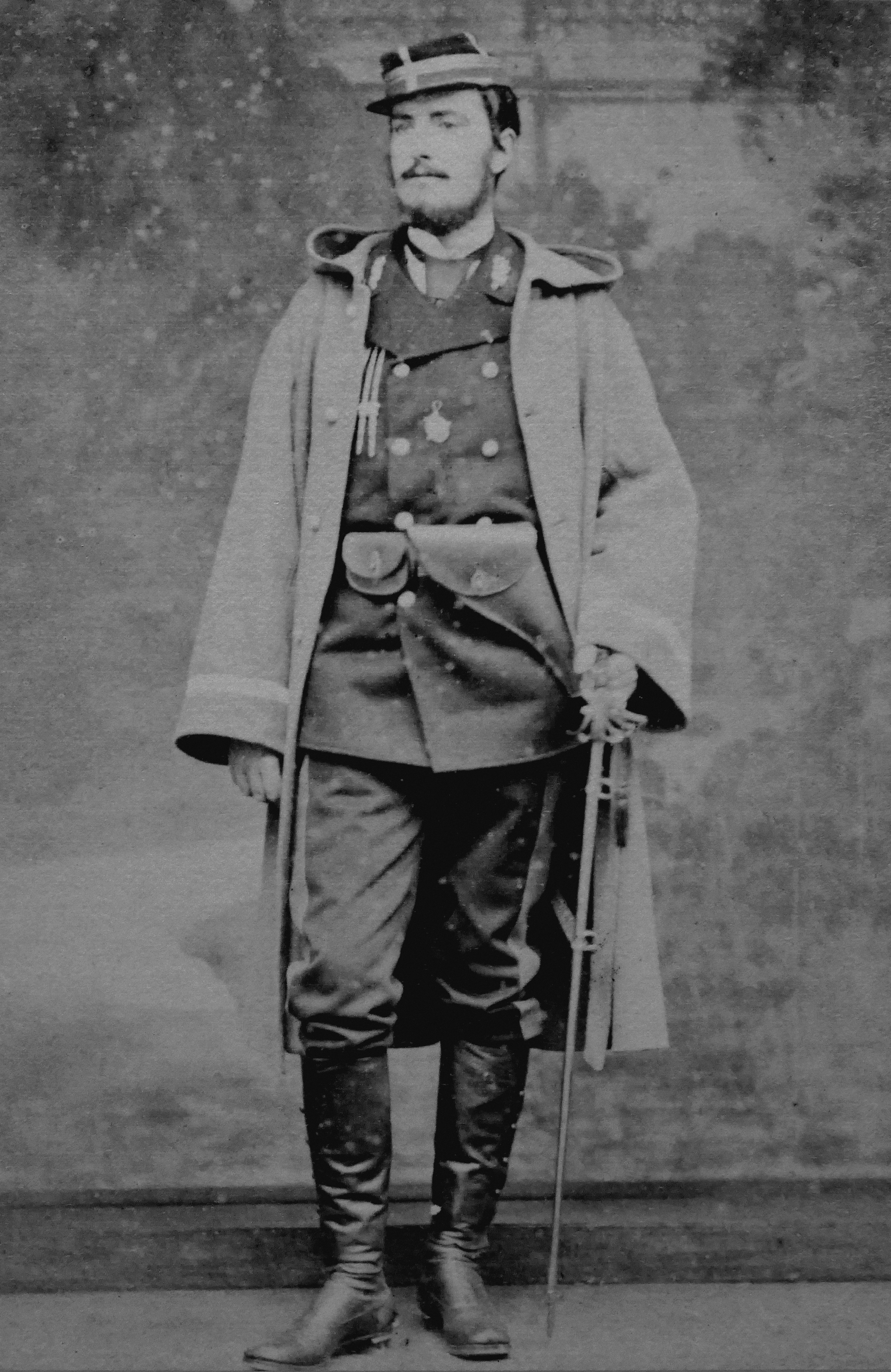
Alphonse de Neuville en uniforme de la Garde nationale en 1870-1871.

## Thèmes picturaux
« C'était par excellence le dramaturge de la guerre », écrit Wolff, « dont il retraça les épisodes sanglants avec une rare puissance de mise en scène et une saisissante vérité. Ni dessinateur irréprochable comme Édouard Detaille, ni coloriste au sens propre du mot. De Neuville n'en est pas moins parvenu à prendre rang parmi les meilleurs qui ont consacré leur talent à l'armée ».

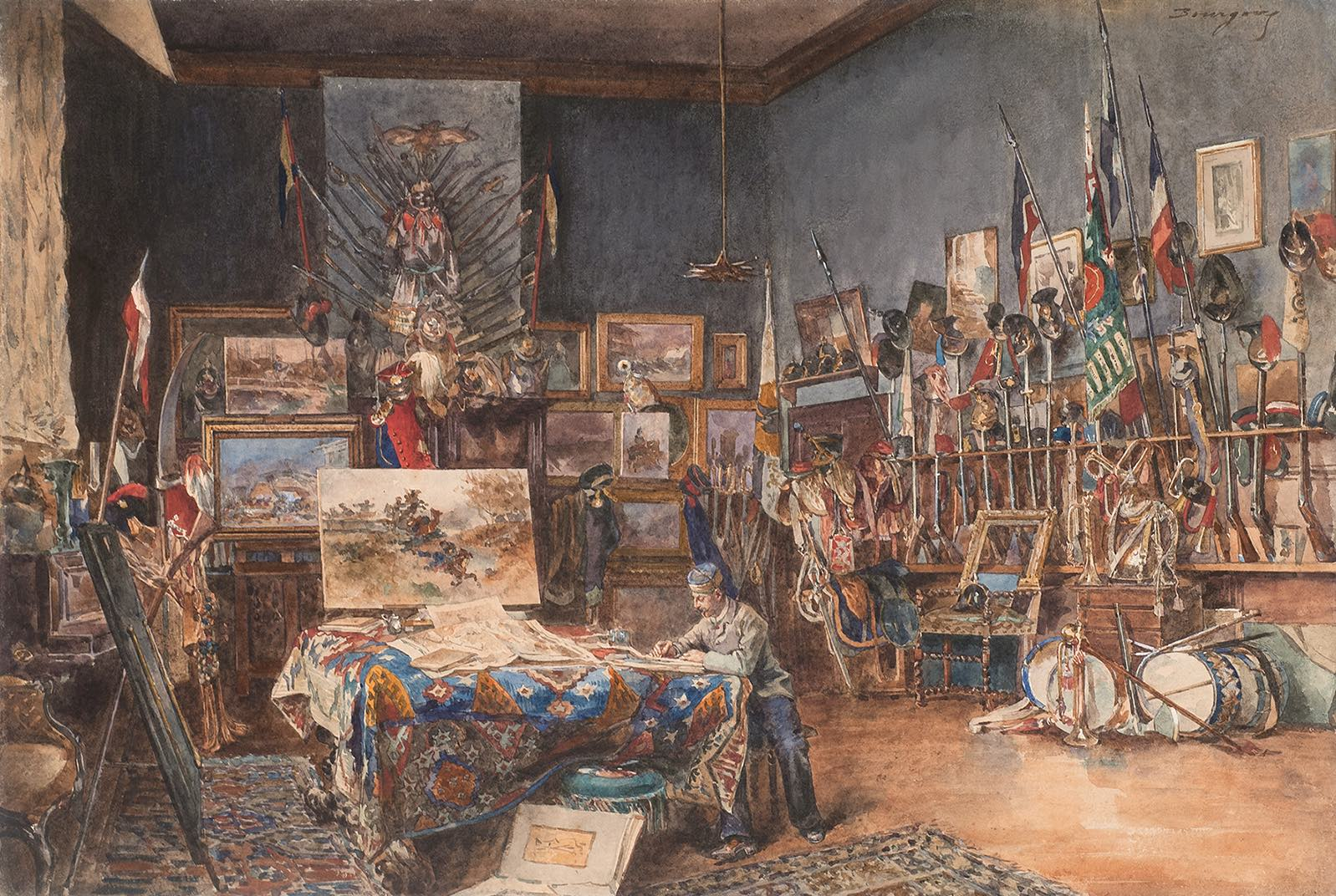
Marie-Désiré Bourgoin, Alphonse de Neuville dans son atelier.

Parmi ses sujets favoris, on trouve la guerre de Crimée, la guerre franco-prussienne, la guerre anglo-zouloue et des portraits de soldats.
Au sujet de son travail, souvent qualifié de « patriotique », sur la guerre franco-prussienne l'artiste déclare : 

« Je désire raconter nos défaites dans ce qu’elles ont eu d’honorable pour nous, et je crois donner ainsi un témoignage d’estime à nos soldats et à leurs chefs, un encouragement pour l’avenir. Quoi qu’on en dise, nous n’avons pas été vaincus sans gloire, et je crois qu’il est bon de le montrer ! »

— Lettre d’Alphonse de Neuville au critique d’art Gustave Goetschy, 1881.

## Œuvres
États-Unis
- New York, Metropolitan Museum of Art.

France
- Bazeilles, Maison de la dernière cartouche : Les Dernières Cartouches, 1873.
- Paris :
  - musée de l'Armée.
  - musée d'Orsay :
    - Le Bourget, 1873, huile sur toile, 57 × 79 cm[16];
    - Attaque d'une maison barricadée à Villersexel, vers 1875, huile sur papier marouflée sur toile, 62 × 82 cm[17] ;
    - Le Cimetière de Saint-Privat, août 1870, 1881, huile sur toile, 235 × 341 cm[18].

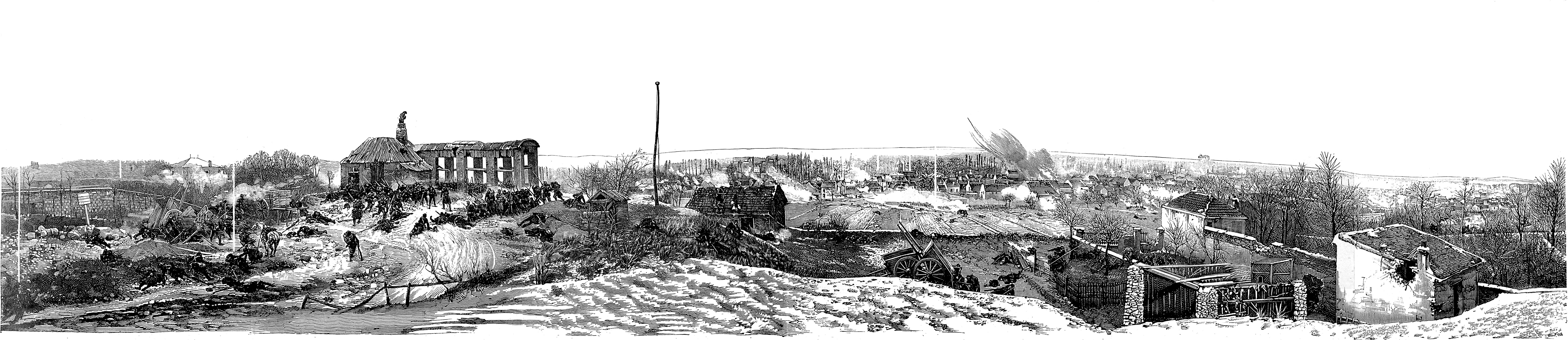
Représentation de la partie de La Bataille de Champigny (1882) exécutée par Alphonse de Neuville, issue du livret descriptif vendu aux visiteurs du panorama.

Russie
- Saint-Pétersbourg, musée de l'Ermitage.

Œuvres d'Alphonse de Neuville
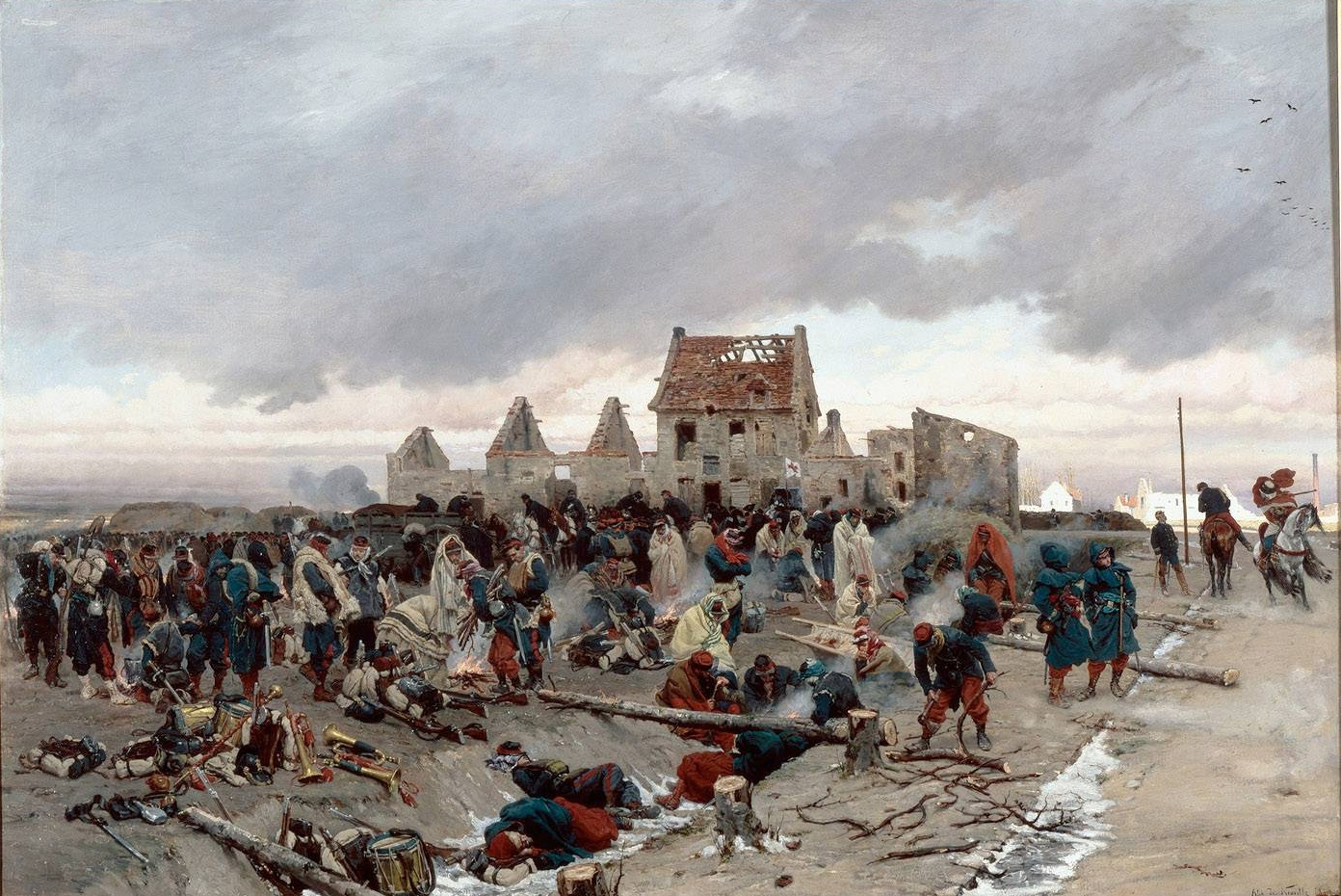
Bivouac après le combat du Bourget, 21 décembre 1870 (1873), Paris, musée d'Orsay.
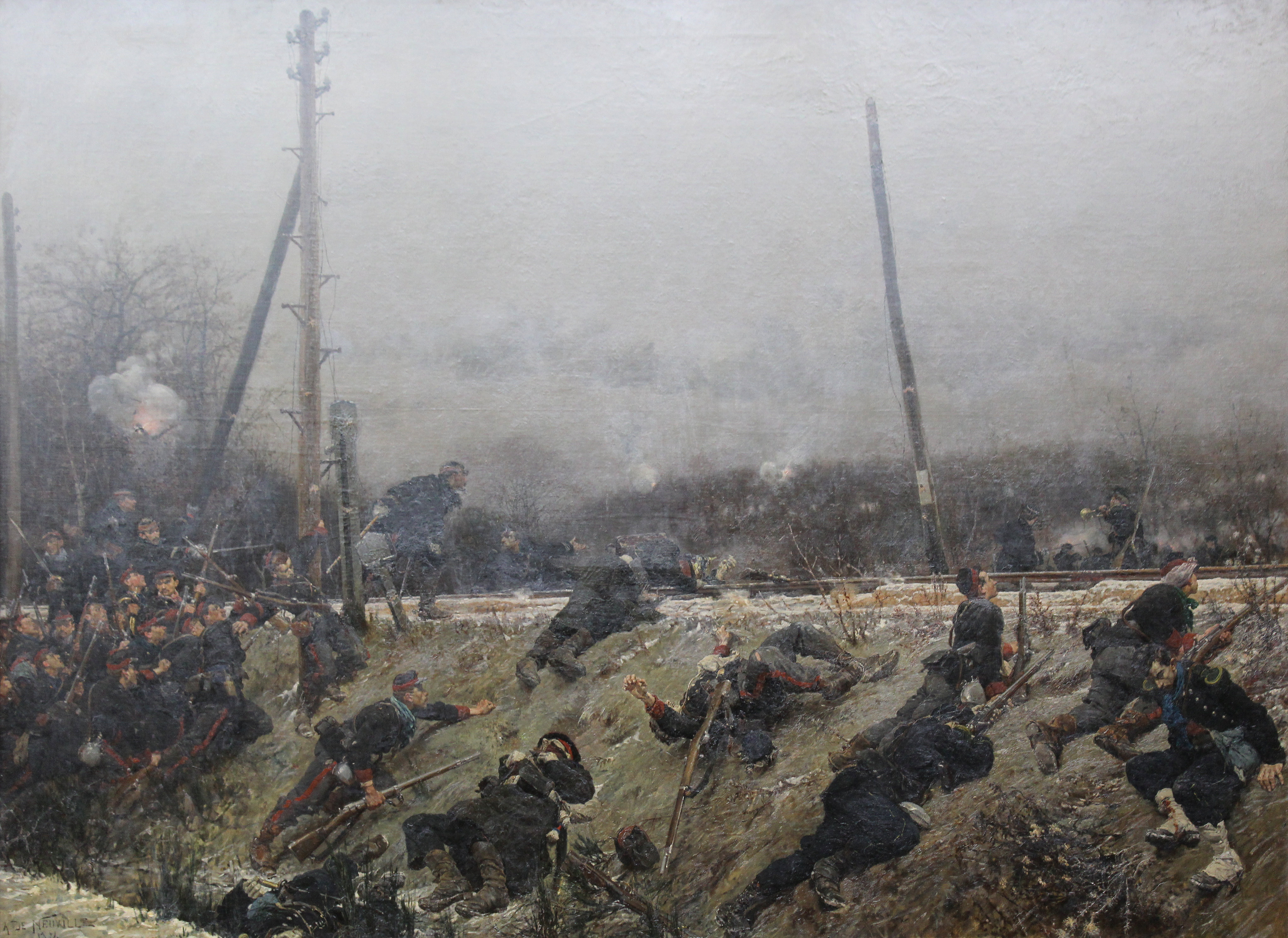
Combat sur une voie ferrée (1874), Chantilly, musée Condé.
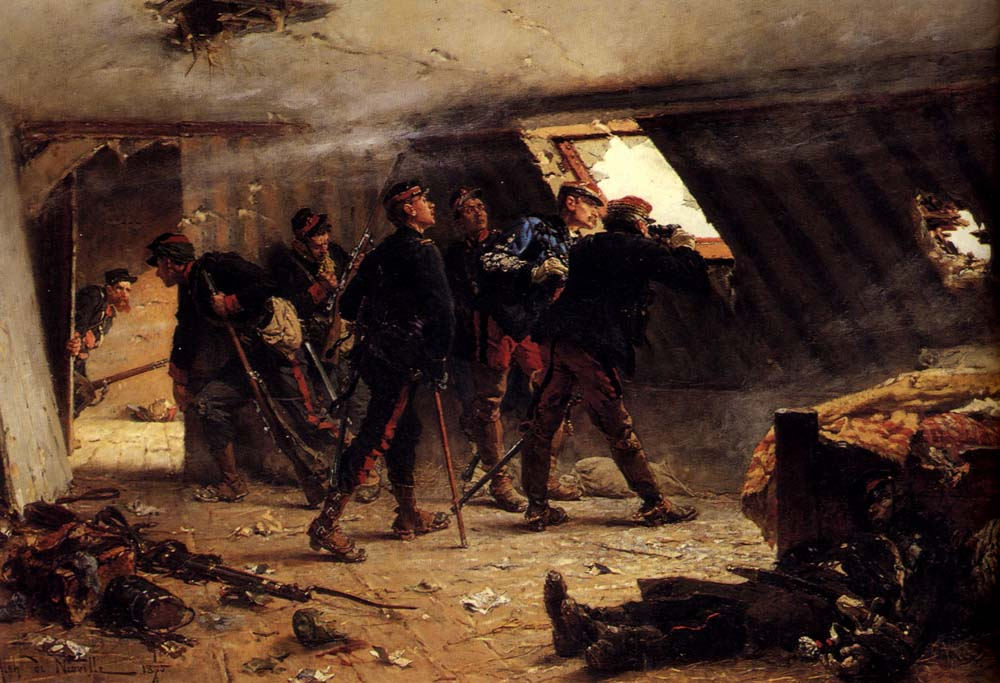
Épisode de la guerre franco-prussienne (1875), localisation inconnue.
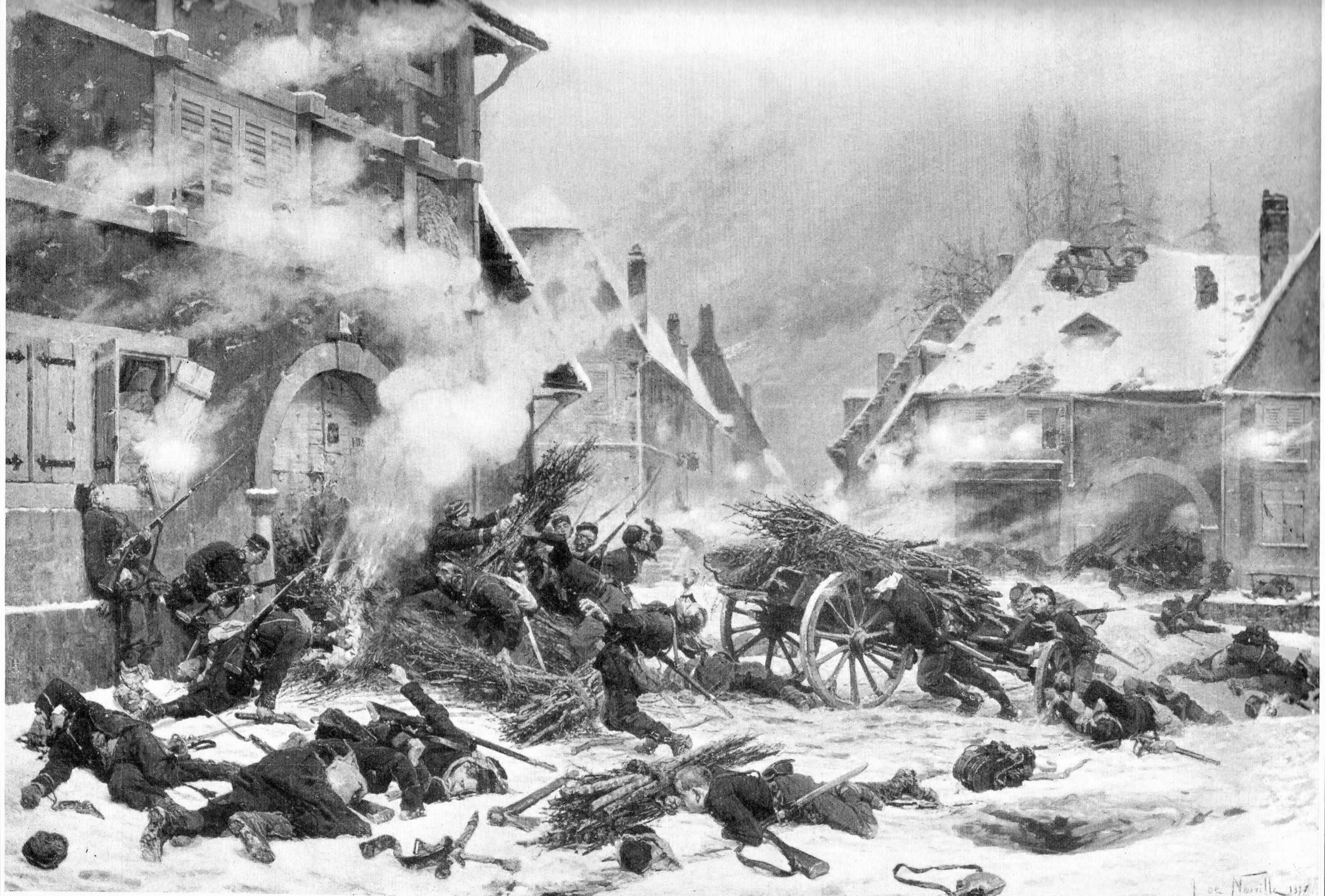
Attaque d'une maison barricadée à Villersexel (1875), localisation inconnue.
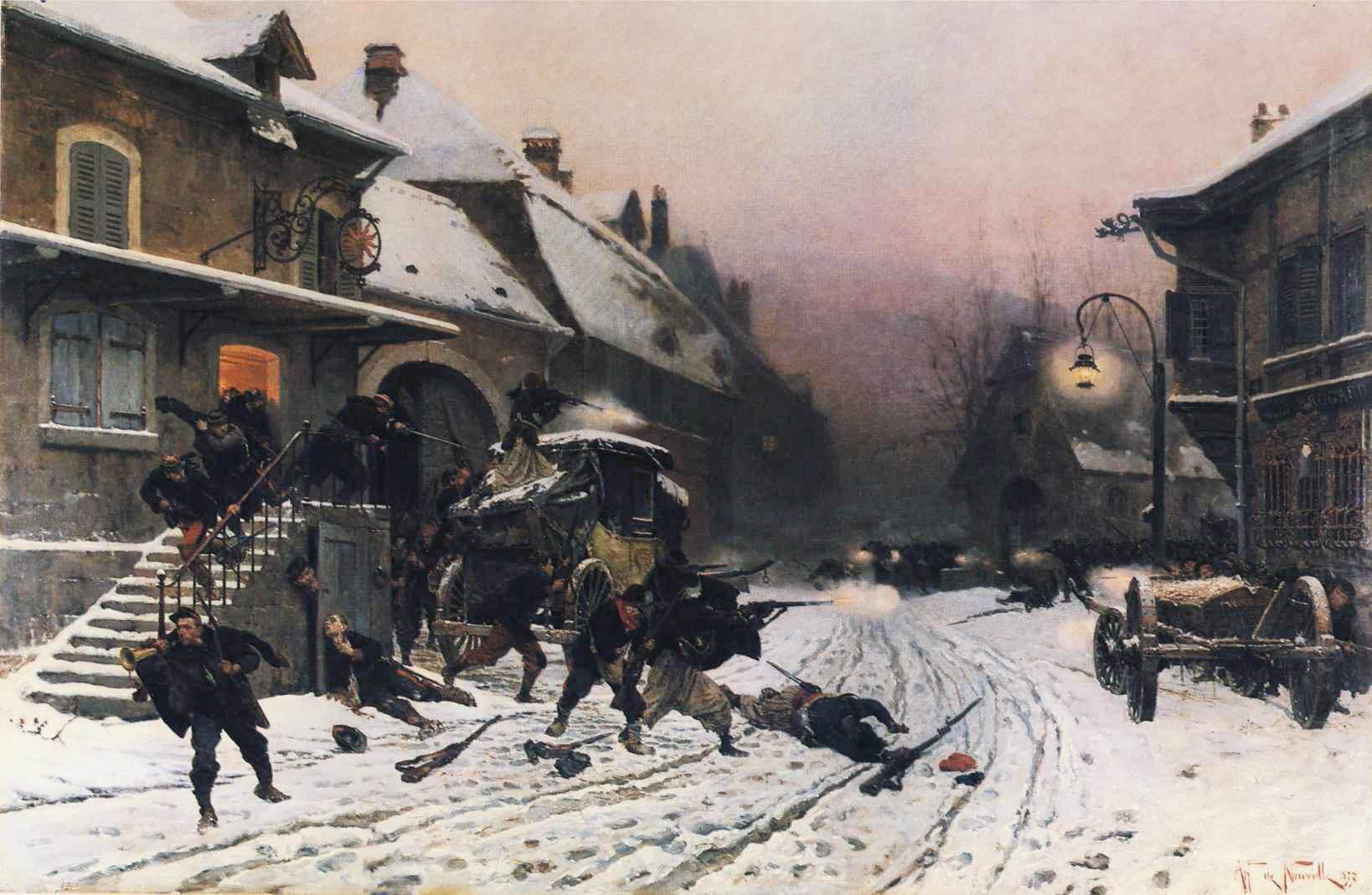
L'Attaque au crépuscule (1877), Baltimore, Walters Art Museum.
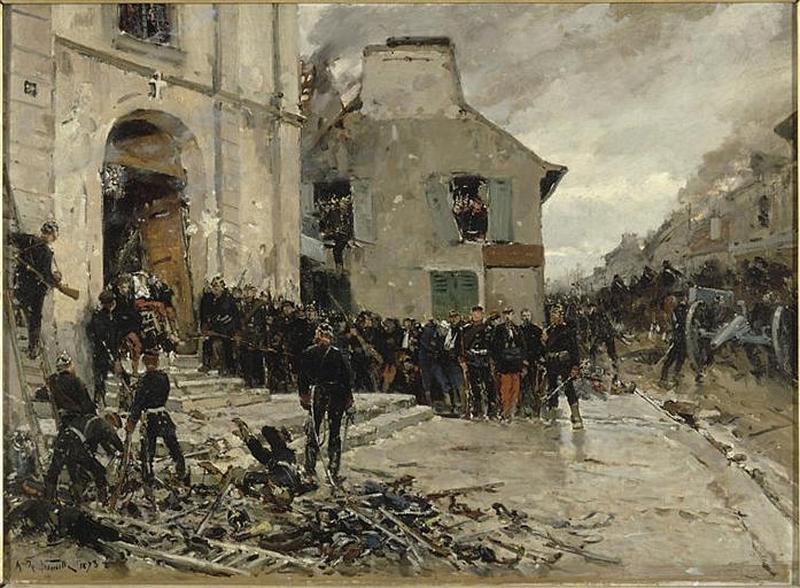
Le Bourget, 30 octobre 1870 (1878), Paris, musée d'Orsay.
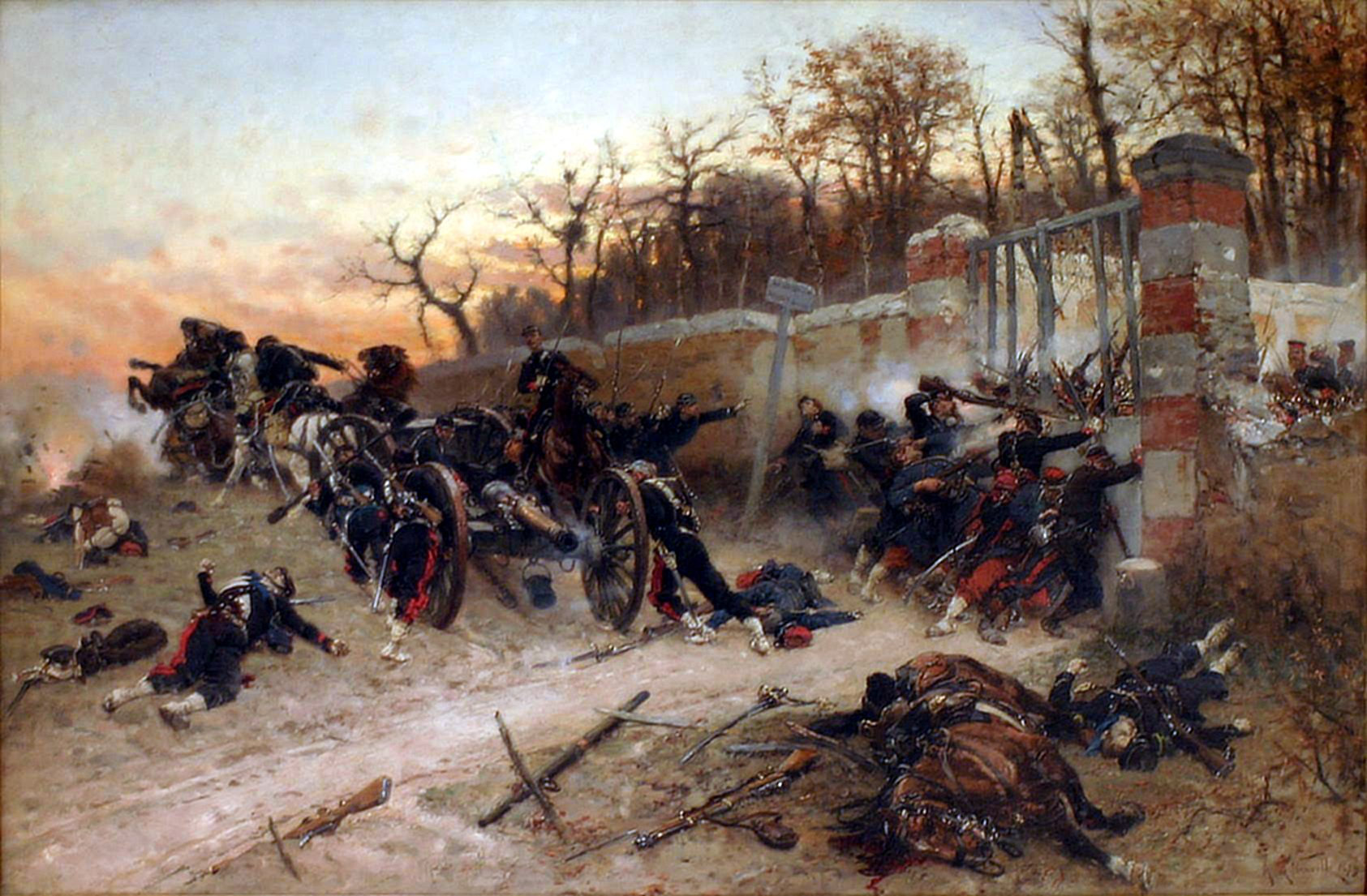
Défense de la porte de Longboyau, 21 octobre 1870 (1879), Paris, musée de l'Armée.
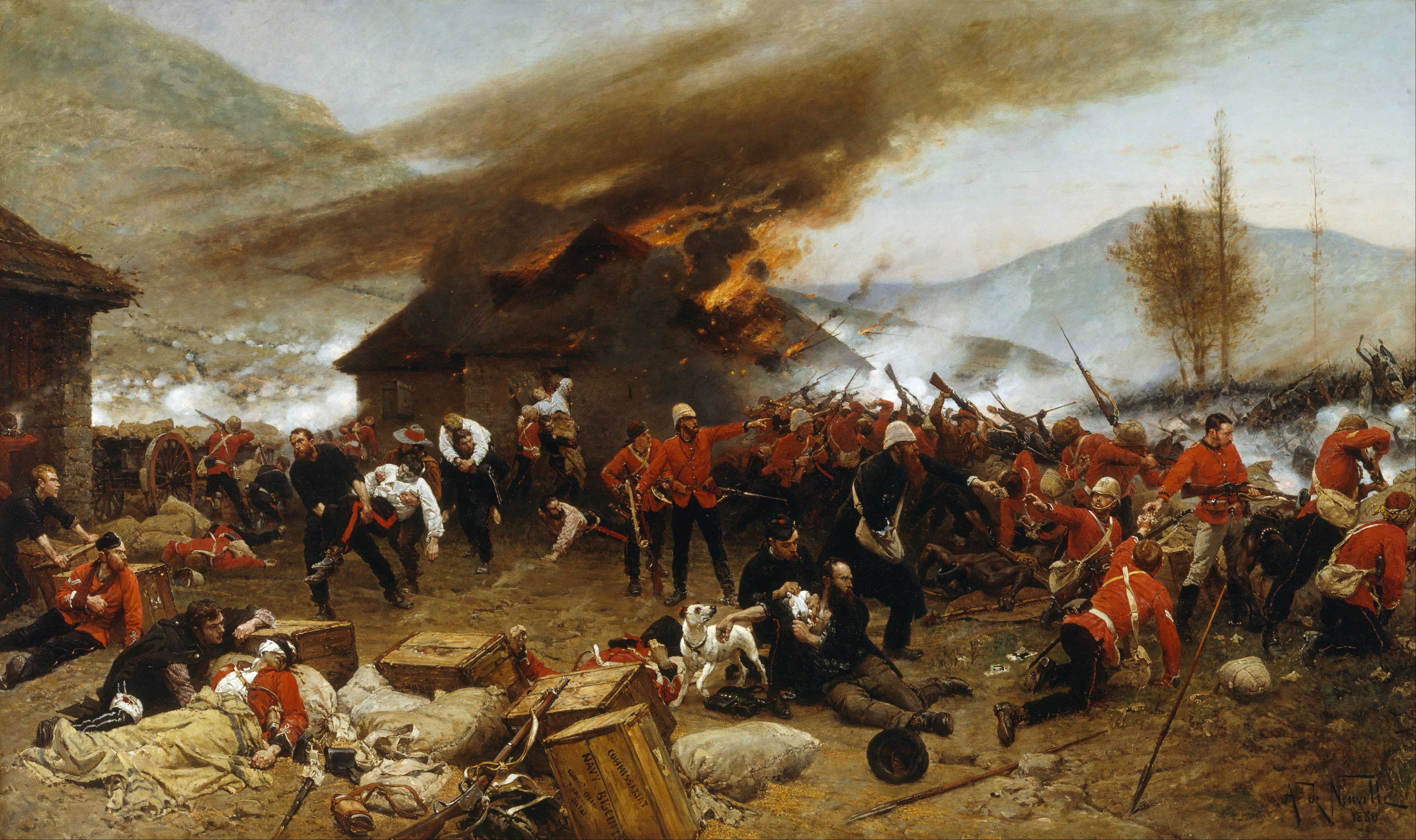
La Défense de Rorke's Drift (1880), Sydney, galerie d'art de Nouvelle-Galles du Sud.
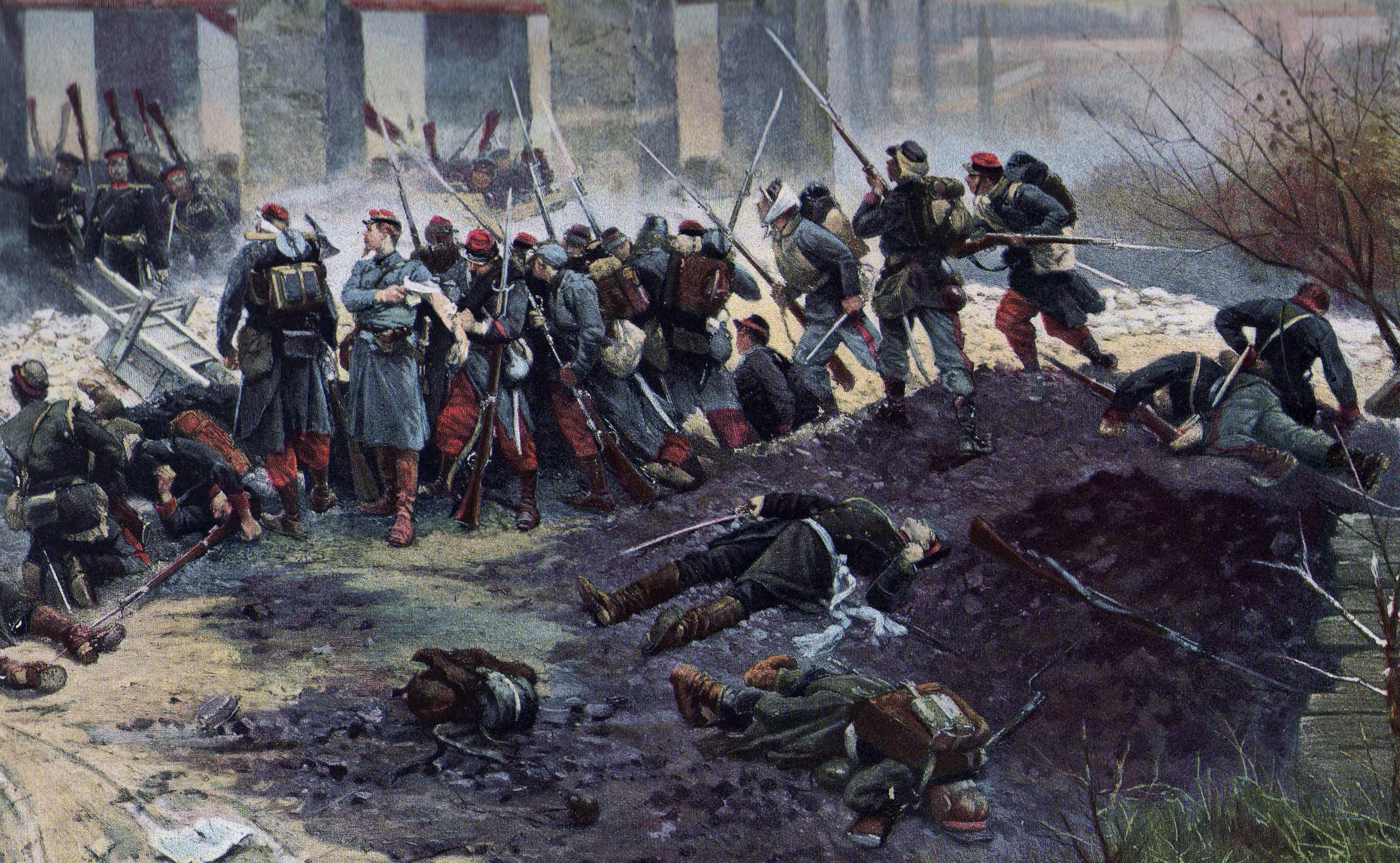
La Bataille de Champigny (1880-1882, détail), avec Édouard Detaille, localisation inconnue.
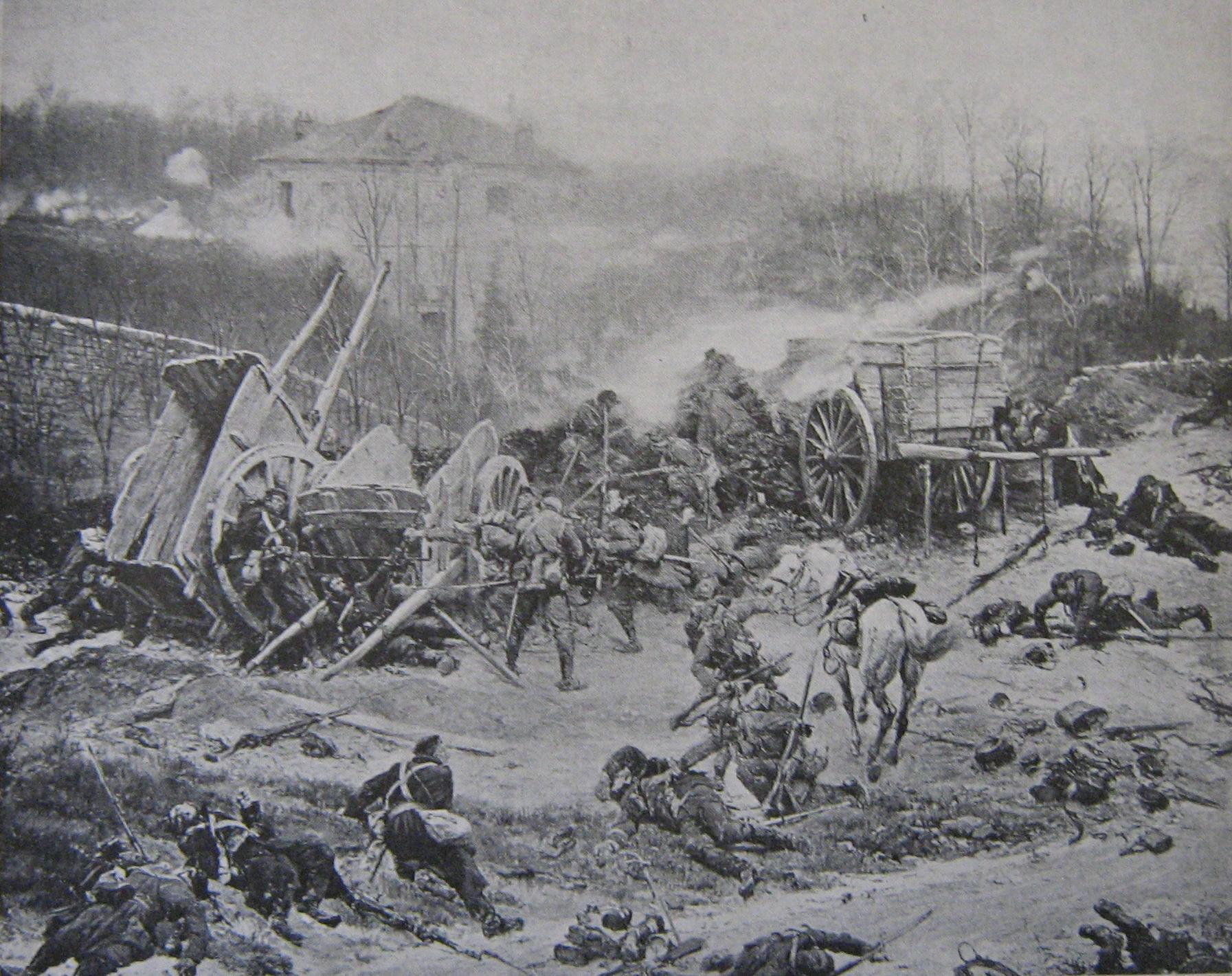
La Bataille de Champigny (1880-1882, détail), avec Édouard Detaille, localisation inconnue.
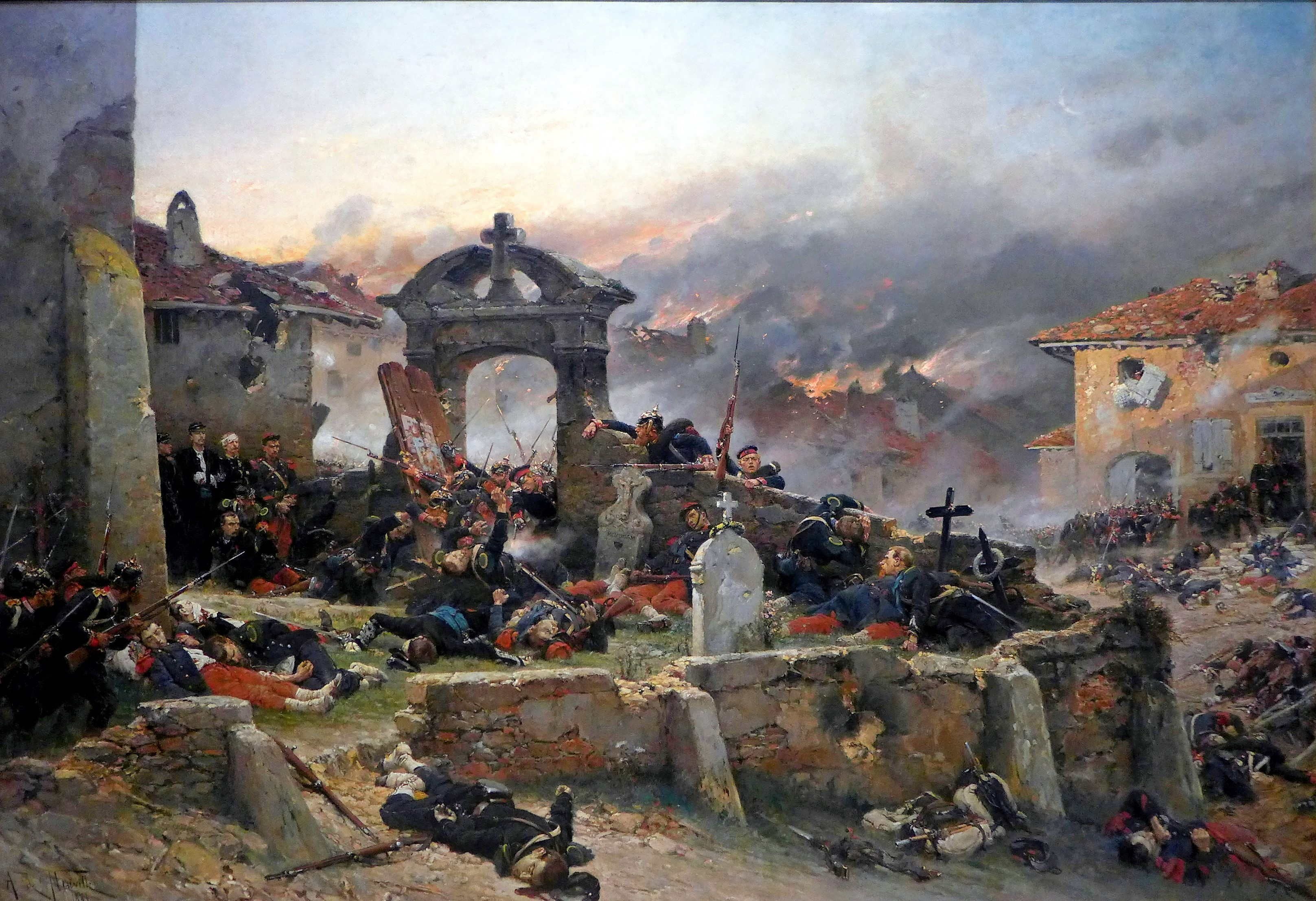
Le Cimetière de Saint-Privat (1881), Paris, musée d'Orsay.

### Les Dernières Cartouches(1873)

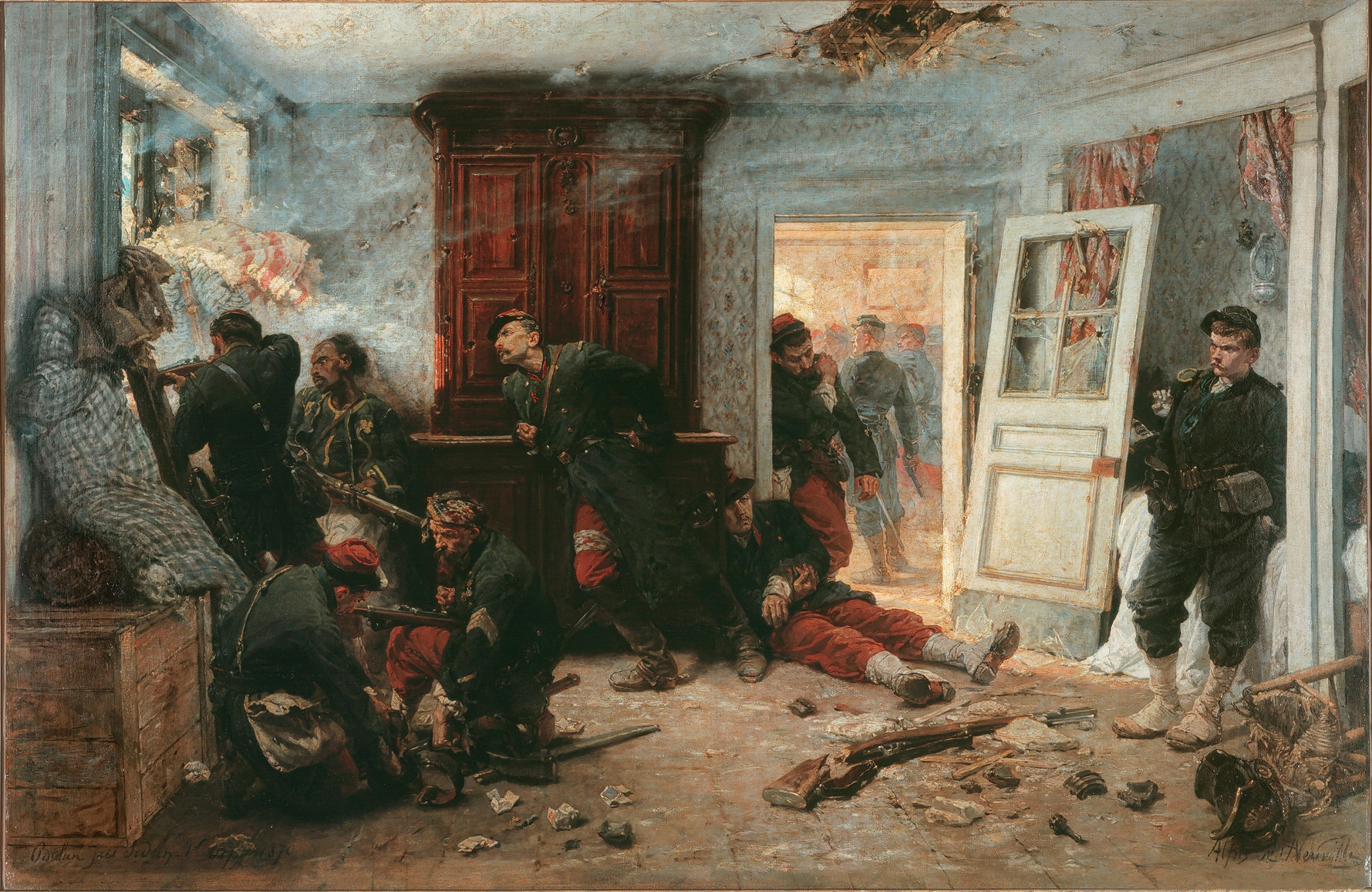
Les Dernières Cartouches (1873), Bazeilles, Maison de la dernière cartouche.

Une de ses œuvres les plus célèbres est intitulée Les Dernières Cartouches, présenté au Salon de 1873. Il s'agit d'une représentation d'un épisode de la bataille de Sedan, soit la défense jusqu'aux dernières cartouches d'une maison cernée par l'ennemi à Bazeilles dans les Ardennes durant la guerre franco-prussienne, œuvre qui lui valut la Légion d'honneur.
Passée en vente à la fin du XIXe siècle, elle a été alors le tableau le plus cher du monde. L'original a été racheté en 1960 et est depuis conservé à Bazeilles au musée de la Maison de la dernière cartouche, qui n'est autre que l'ancienne auberge Bourgerie dans laquelle s'est déroulée la scène historique dépeinte dans l'œuvre.

### Illustration
- Vingt Mille Lieues sous les mers, de Jules Verne, illustration de Neuville et Édouard Riou, 1871.
- L'Histoire de France : depuis les temps les plus reculés jusqu'en 1789, racontée à mes petits-enfants, de François Guizot, 1872.
- * À coups de fusil, Paris (lire en ligne sur Gallica), de Quatrelles, ouvrage illustré de trente dessins originaux hors texte de A. de Neuville, 1877.

Illustrations pour L'Histoire de France : depuis les temps les plus reculés jusqu'en 1789, racontée à mes petits-enfants de François Guizot (1872)
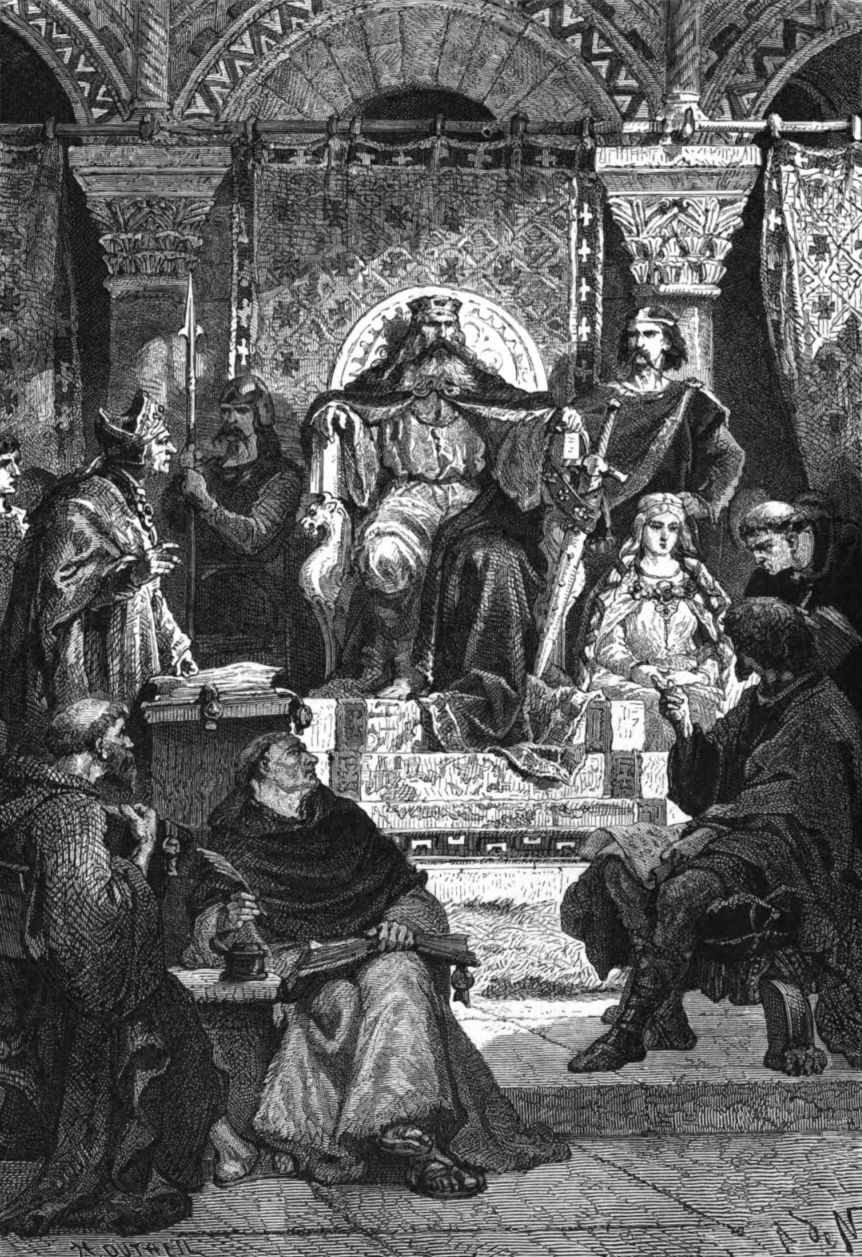
Charlemagne présidant l'Académie palatine.
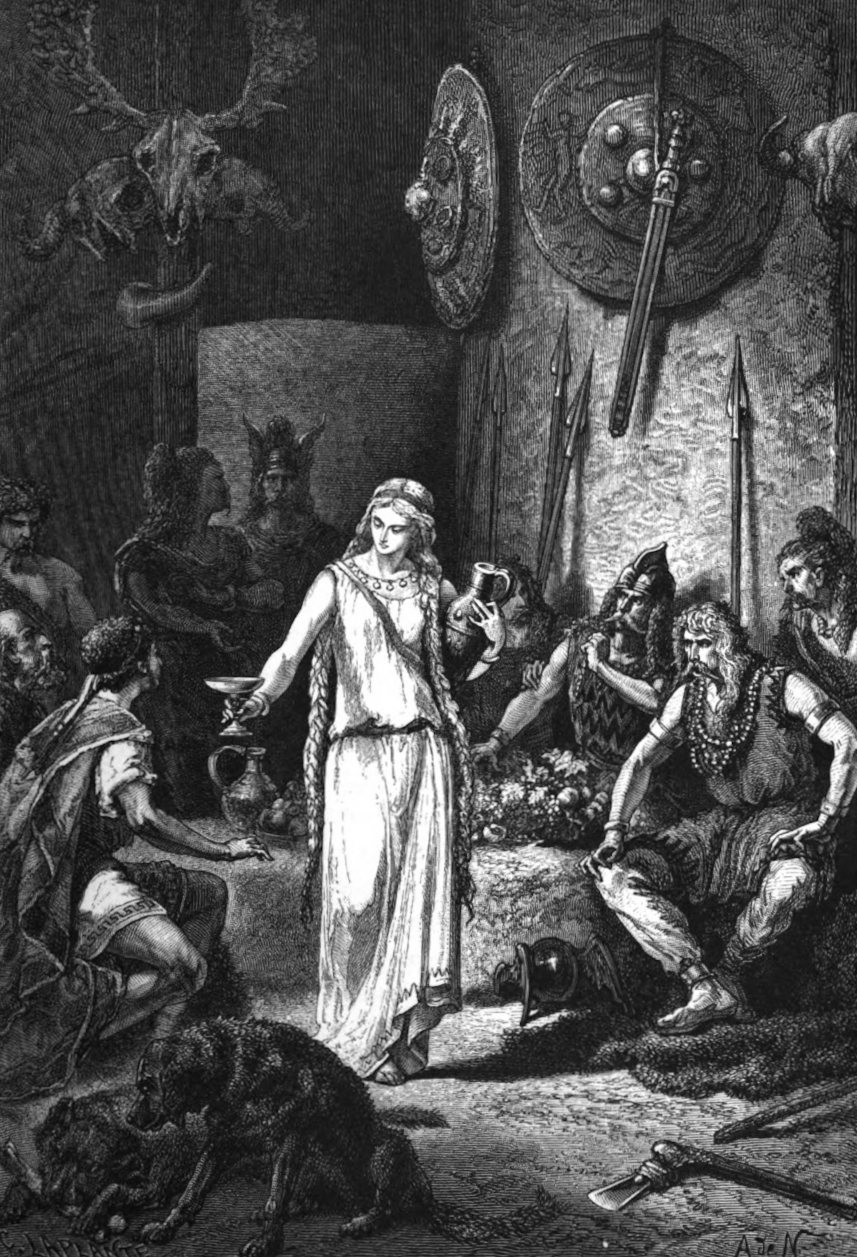
Mythe de Gyptis/Petta présentant sa coupe à Protis/Euxène (mythe fondateur de Marseille).
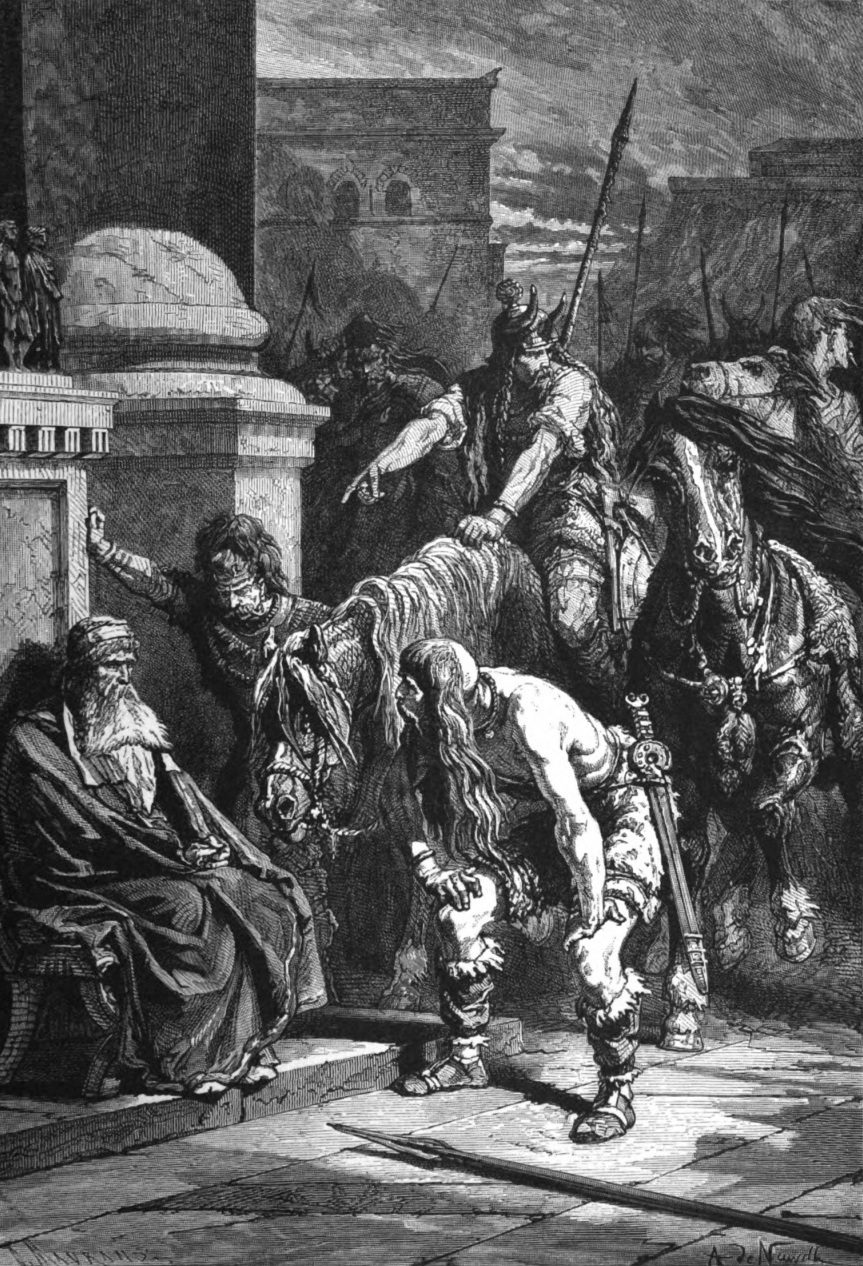
Un épisode mythique du sac de Rome (390 av. J.-C.).
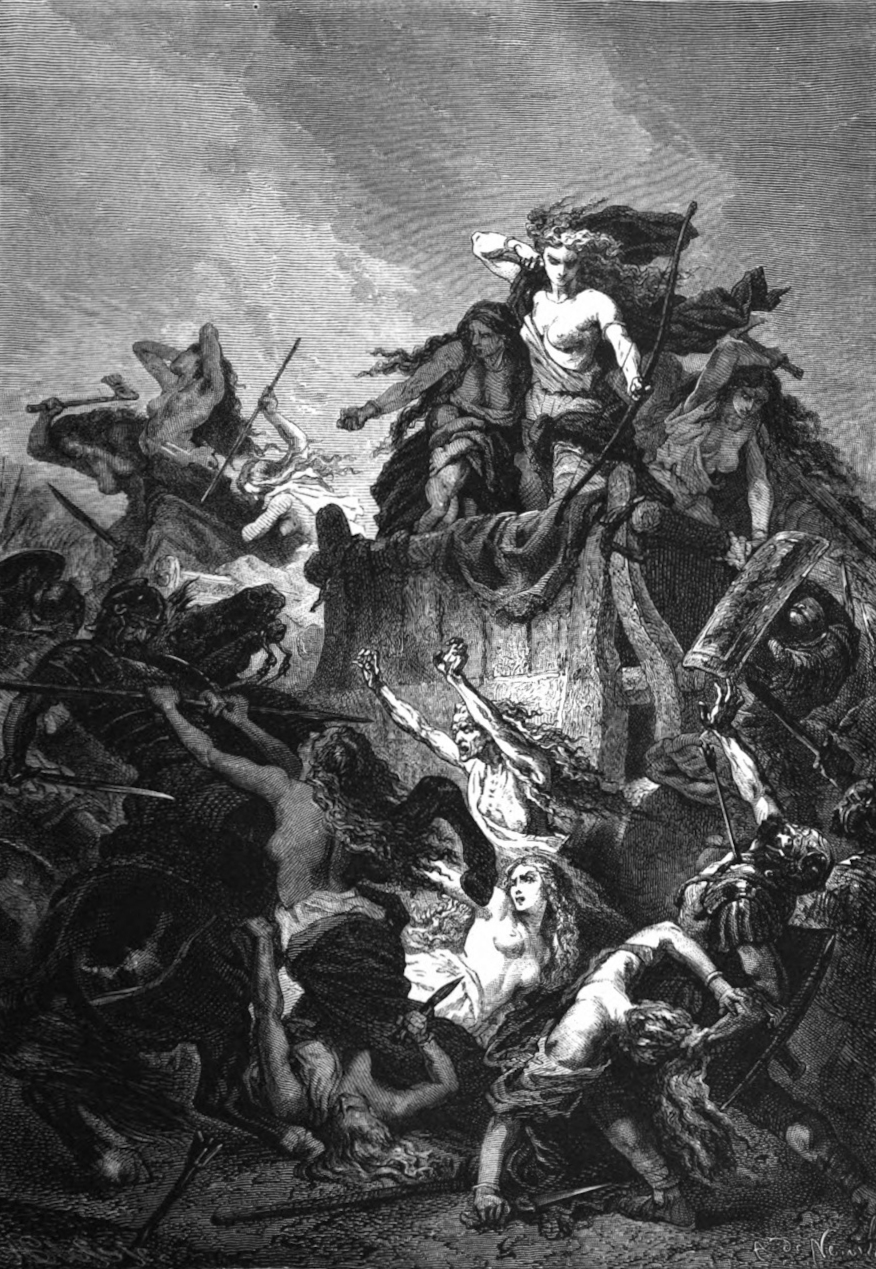
La bataille d'Aix en 102 av. J.-C., opposant les Romains de Marius aux Ambrons et Teutons.
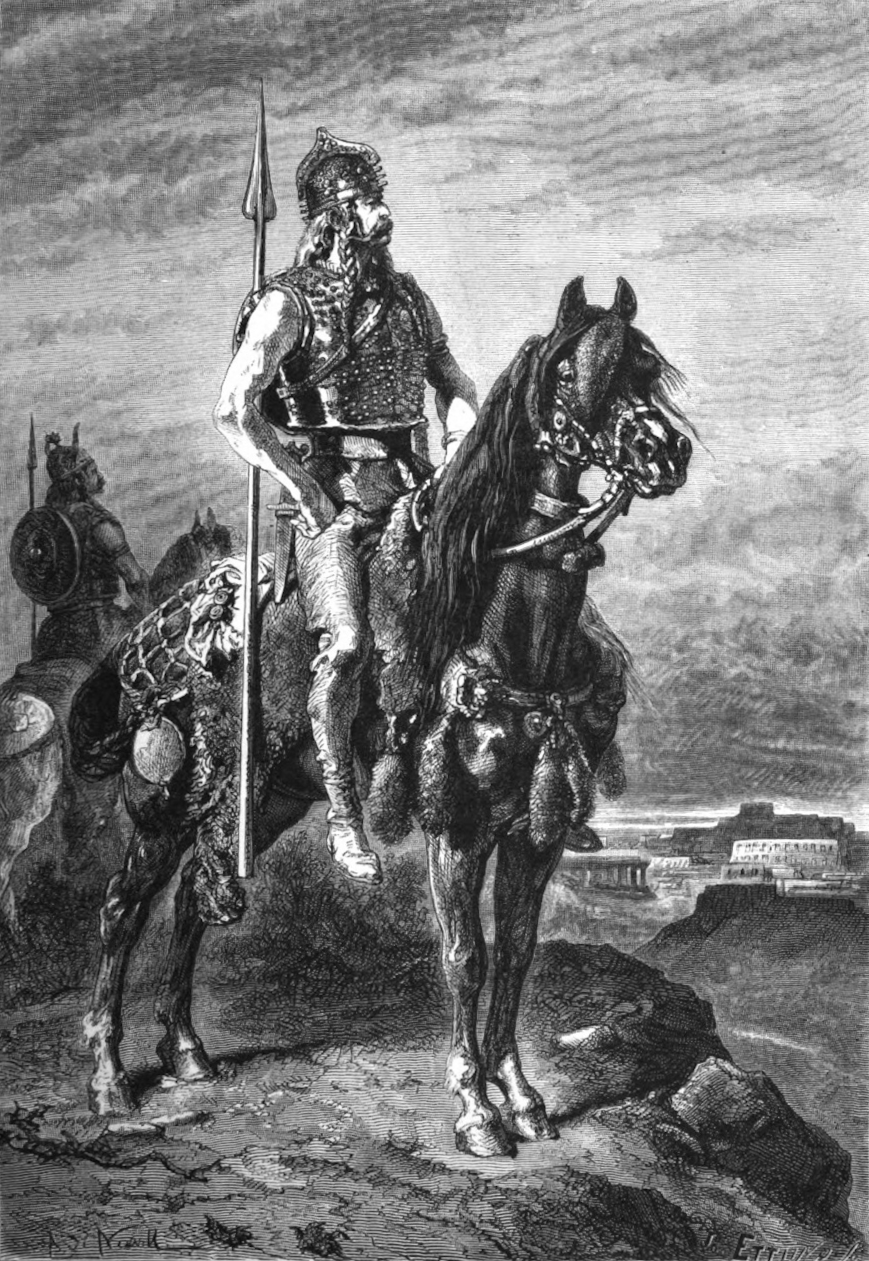
Épisode de la guerre des Gaules de Jules César.
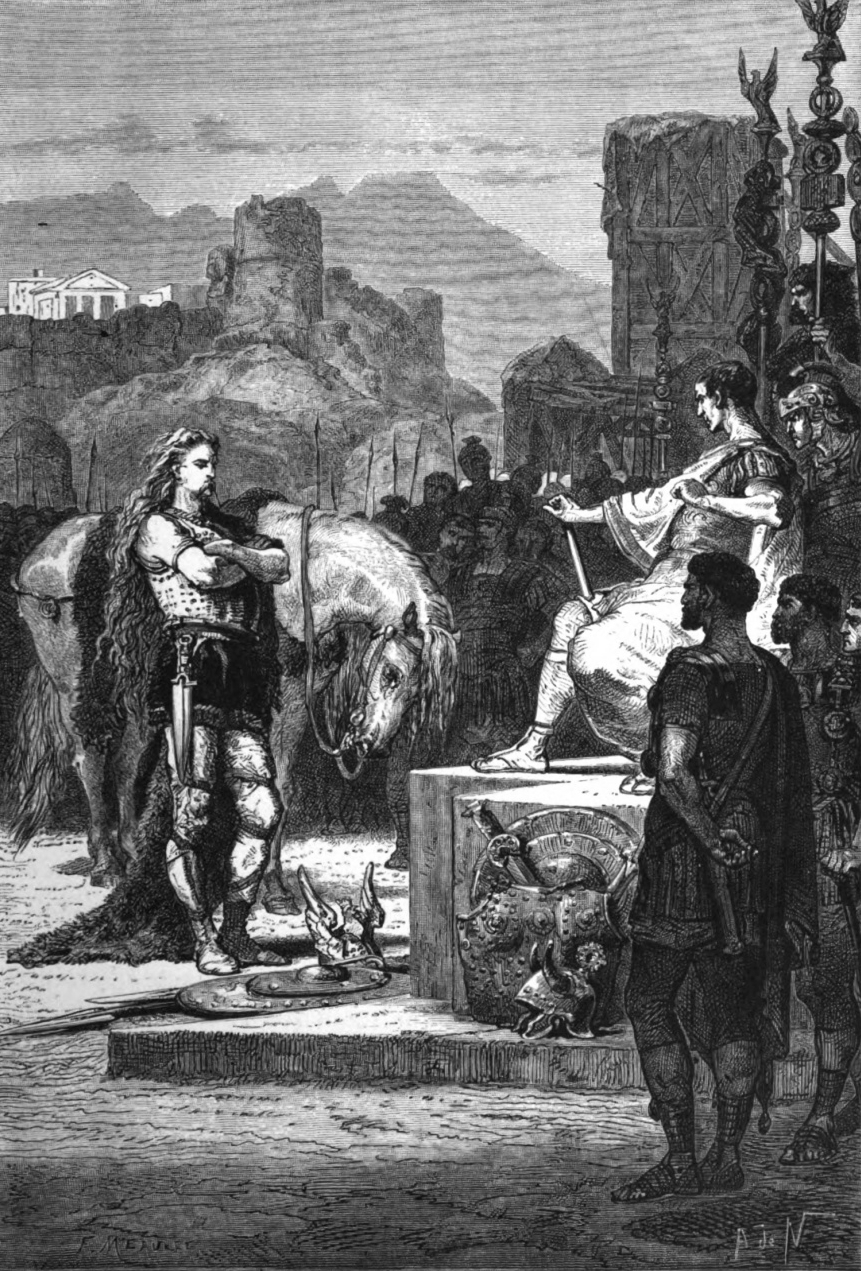
Épisode de la guerre des Gaules : « Vercingétorix se livre en personne à César ».
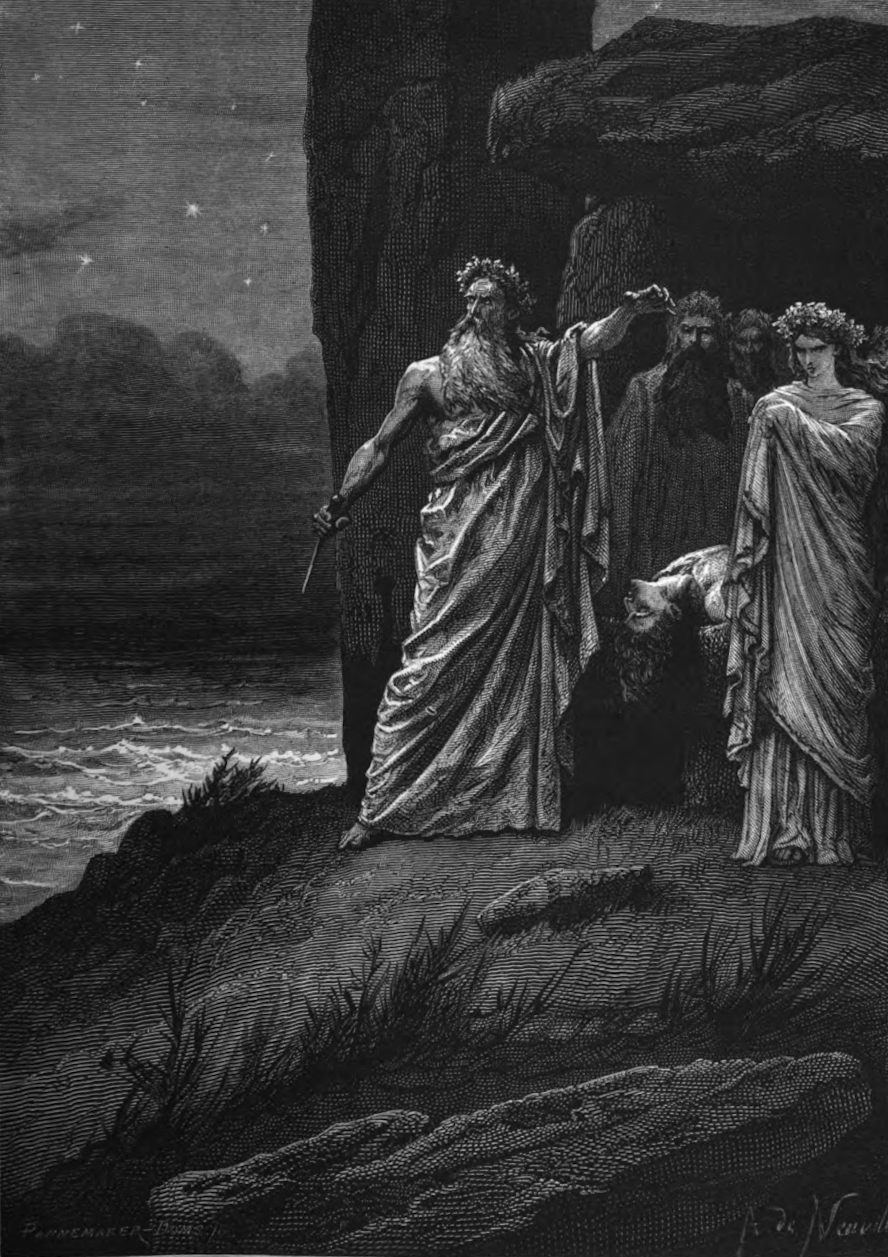
Les derniers druides.
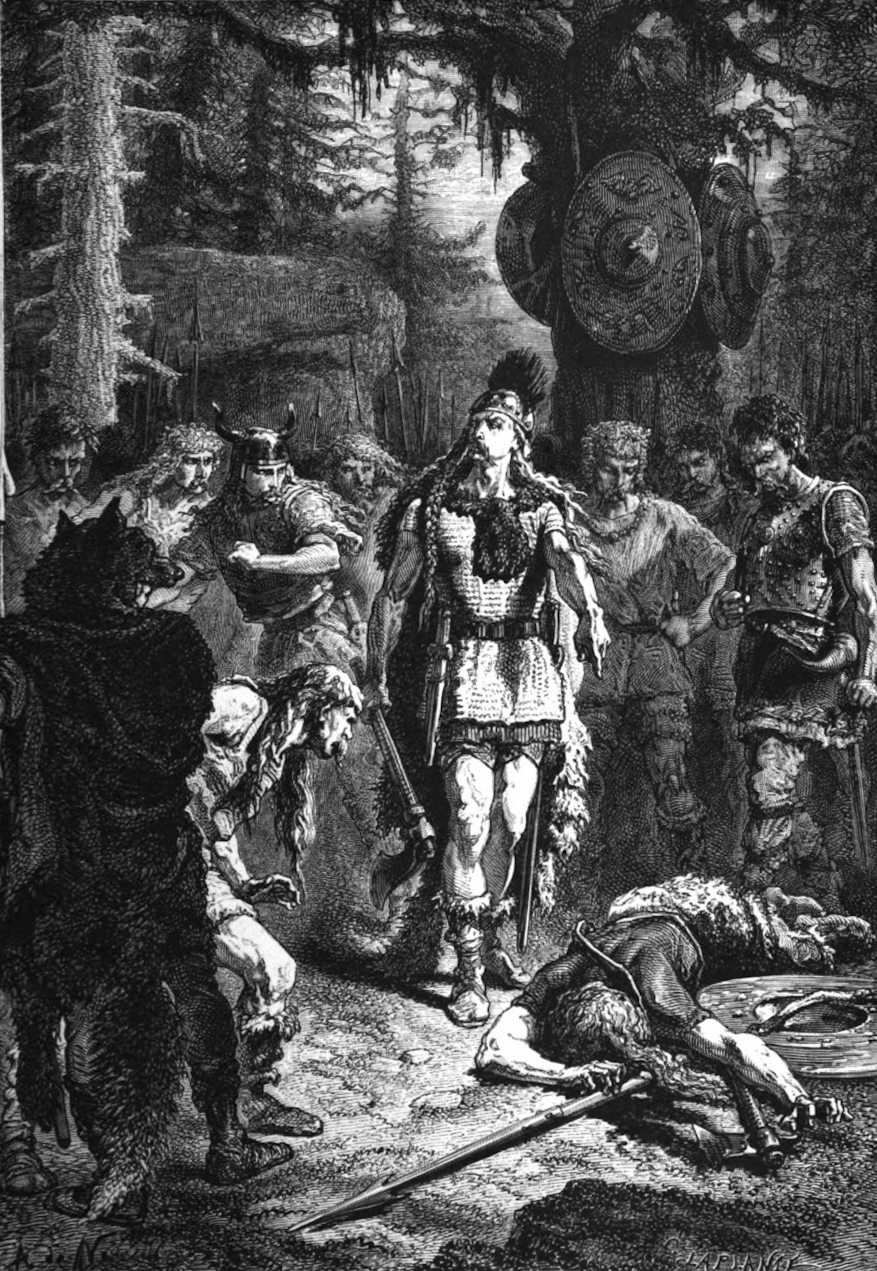
Épisode de Clovis et du vase de Soissons.
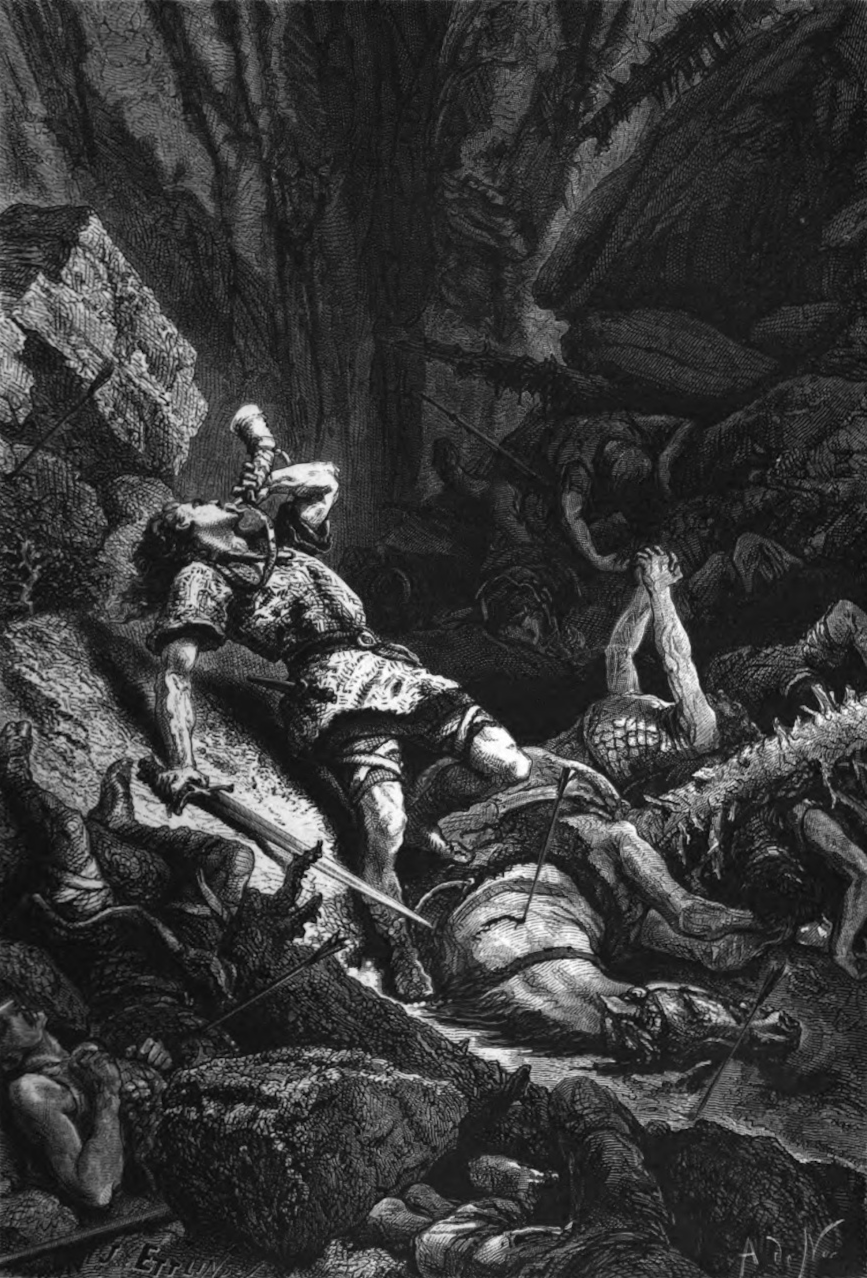
La mort de Roland lors de la bataille de Roncevaux.

## Hommages

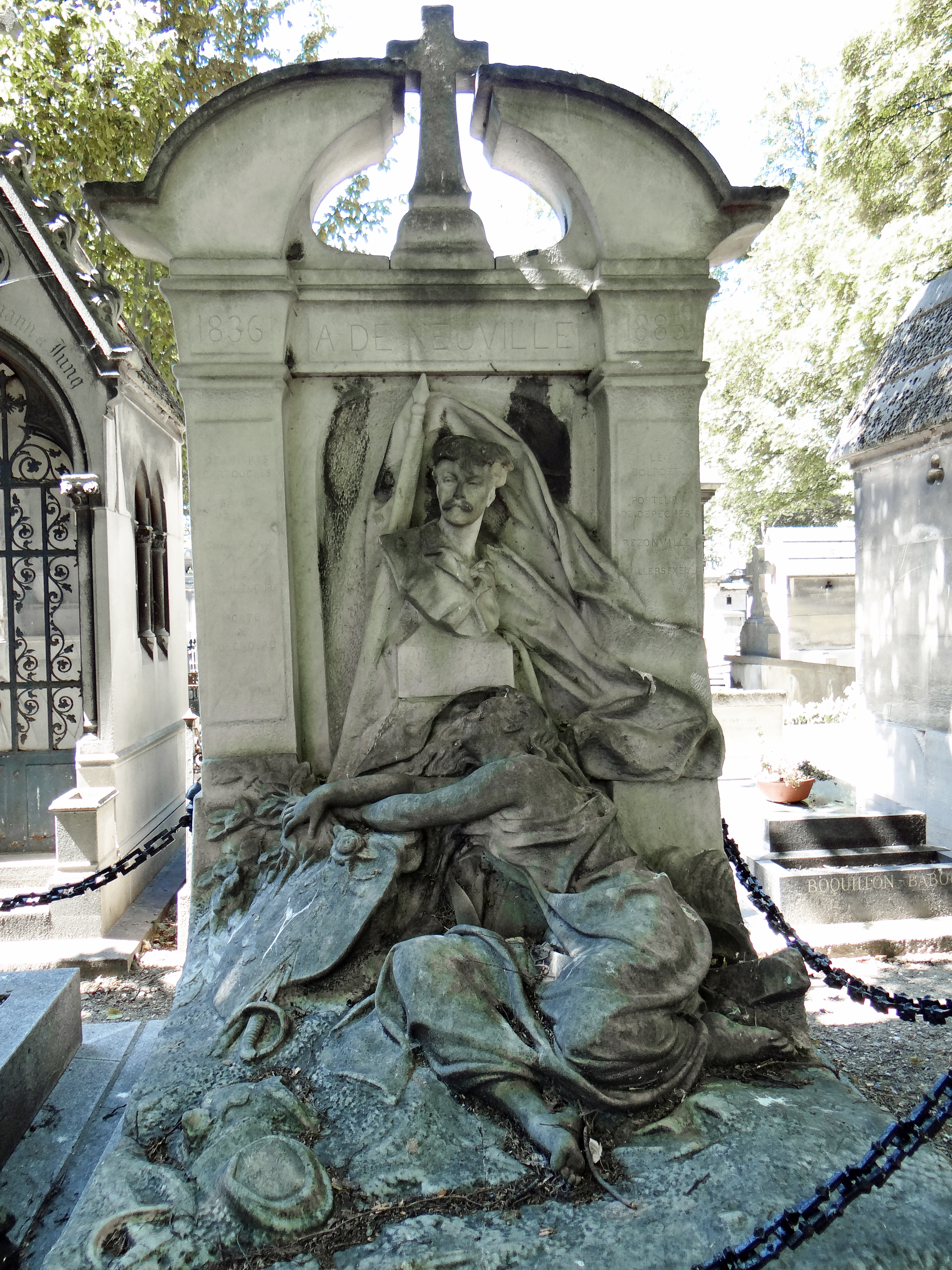
Francis de Saint-Vidal, Monument funéraire d'Alphonse de Neuville (1894), Paris, cimetière de Montmartre.

- Un Monument à Alphonse de Neuville du sculpteur Francis de Saint-Vidal fut inauguré en 1889 à Paris au centre de la place de Wagram, quatre ans après la mort du peintre. Il a été envoyé à la fonte en 1942 sous le régime de Vichy, dans le cadre de la mobilisation des métaux non ferreux[21]. Il en subsiste le plâtre original, conservé au Musée de Saint-Omer.

- Inhumé à Paris au cimetière de Montmartre (23e division), le monument funéraire du peintre, également sculpté par Francis de Saint-Vidal en 1894, représente la porte du cimetière de Saint-Privat telle qu'elle figure sur le tableau que Neuville avait peint.

- Il existe depuis 1888 une rue Alphonse-de-Neuville dans le 17e arrondissement de Paris.
- Une rue de Saint-Omer, sa ville natale, porte son nom.

## Distinctions
- Chevalier (1873) puis officier (1881) de la Légion d'honneur

## Postérité
Une vente d’œuvres de l’artiste eut lieu à son hôtel particulier au 25, rue Alphonse-de-Neuville à Paris, les 23, 24 et 25 mai 1898. Elle comportait 64 tableaux et aquarelles de l’artiste, du no 65 au no 91 bis des tableaux anciens et modernes.
Les Dernières Cartouches (1873, Bazeilles, Maison de la dernière cartouche) a été adaptée au cinématographe en 1897 par Georges Méliès dans un court-métrage muet en noir et blanc nommé Bombardement d'une maison, puis par les Frères Lumière entre autres, ce qui en fait le sujet d'un des premiers films de guerre de l'Histoire.
Bivouac après le combat du Bourget (1873, Paris, musée d'Orsay) a inspiré le tableau Le Rêve peint par Édouard Detaille en 1888 (Paris, musée d'Orsay).

## Prix Alphonse de Neuville
Dans le testament de Mme Alphonse de Neuville, la veuve du peintre militaire laisse au musée du Louvre Le Parlementaire et demande que ses bijoux soient vendus et leur prix remis à l'académie des beaux-Arts pour la fondation d'un prix.
Le prix sera décerné tous les deux ans, à un peintre militaire , n'ayant pas plus de 28 ans l'année du concours, dont l’œuvre aura été jugée la meilleure par l'académie.

### Lauréats
- 1905 : Albert Larteau
- 1908 : Henri Jacquier
- 1910 :  Pierre Victor Robiquet (d)
- 1912 : Raymond Desvarreux-Larpenteur
- 1914 : Louis Malespina
- 1922 : M. Gautier
- 1924 : Jean-Blaise Giraud
- 1926 : ?
- 1928 :  Pierre Albert Leroux (d)
- 1930 : ?
- 1932 : René-Marie Castaing
- 1934 : Marcel Delaris
- 1936 : Albert Mulphin
- 1938 : Lucien-Paul Pouzargues
- 1940 : M. A. Varnet
- 1970 : Paul Ambille